# Kodak
Eastman Kodak Company — американська компанія, всесвітньо відомий виробник фототехніки та фото- і кінотоварів. Штаб-квартира — у місті Рочестер, штат Нью-Йорк (США).

## Власники
Усі акції компанії знаходяться у вільному обігу.
На січень 2011 року найбільшими акціонерами були:
- Legg Mason Capital Management (21,6 %).
- Vanguard Group (5,5 %).
- BlackRock Institutional Trust Company (5,1 %).

## Керівництво
Ключовими фігурами в керівництві компанії є:
- Голова ради директорів і генеральний директор — Антоніо Перес (англ. Antonio M. Perez).
- Президент компанії — Філіп Фарачі[3] (англ. Philip J. Faraci).

## Історія компанії

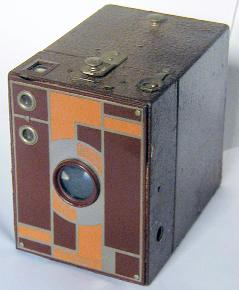
Kodak Brownie — один з найвідоміших продуктів Kodak (1900)

Компанія заснована у 1881 році винахідником Джорджем Істменом і бізнесменом Генрі Стронгом (англ. Henry Strong).
У 1879 році банківський службовець Джордж Істмен розробив машину для нанесення фотоемульсії на пластини. Патент на машину для масового виробництва фотопластини був виданий в Англії. У 1881 році промисловець з Рочестера Генрі Стронг заснував компанію Eastman Dry Plate Company. У 1884 році Істмен і Стронг перетворили свою компанію в корпорацію. У 1885 році публіці була представлена фотоплівка American Film. Істмен найняв хіміка Генрі Райхенбаха (нім. Henry Reichenbach) для продовження досліджень, і в 1889 році почалося виробництво фотоплівки.
Метою Істмена була популяризація фотографії. У 1888 році з'явився фотоапарат Kodak Nr. 1, у якому була заряджена плівка на 100 кадрів. Фотоапарат з плівкою коштував $ 25. 4 вересня 1888 року Джорж Істмен зареєстрував торгову марку Kodak. У 1890 році почалися продажі фотоапарата з плівкою на 48 кадрів. Після довгої рекламної кампанії бренду Kodak, у 1892 році найменування компанії змінилося на Eastman Kodak Co. В 1900 році Істмен домігся своєї мети — новий фотоапарат Brownie з плівкою на 6 кадрів продавався за $ 1. Плівка продавалася за 15 центів. Серія фотоапаратів Brownie випускалася до 1970 року.

Логотип, що використовувався з 2006 по 2016 роки

На початку XX століття компанія Eastman Kodak виробила велику кількість моделей фотоапаратів для різних типів плівки. У багатьох країнах світу Eastman Kodak мала свої відділення. Деякі з цих іноземних відділень випускали власні моделі фотоапаратів. Наприклад, німецький Kodak AG випускав камеру Retina. Eastman Kodak мав свої відділення й заводи в Канаді, Мексиці, Великій Британії, Франції, Німеччині, Австралії, Аргентині, Бразилії, Іспанії.
18 липня 1930 року акції компанії Eastman Kodak включені до складу індексу Dow Jones Industrial Average.

Логотип, що використовувався з 1971 по 2006 рік та з 2016 року

У 1936 році компанія створила першу кольорову фотоплівку типу 135.
Компанія виробляла все, що пов'язане з фотографією: камери, об'єктиви (Kodak lenses), плівку, хімікати, і інші продукти, пов'язані з обробкою зображень, наприклад, принтери. У 1966 році в компанії було 100 тисяч співробітників.
Найпопулярнішим продуктом Eastman Kodak були камери для плівки типу 126 (розмір кадру 26×26 мм). Їхнє виробництво почалося в 1963 році. До 1976 року було продано 60 мільйонів камер Instamatic. Kodak побив власний рекорд: з 1957 по 1962 роки було продано 10 мільйонів камер серії Brownie. У 1972 році почалося виробництво мініатюрних фотоапаратів для плівки типу 110.
У 1976 році інженер компанії Стівен Сассон (англ. Steven Sasson) розробив перший цифровий фотоапарат з розміром матриці 0,1 Мп. Eastman Kodak затримався з виробництвом цифрових фотоапаратів, у результаті чого втратив значну частку ринку.
8 квітня 2004 року акції компанії Eastman Kodak виключені зі складу індексу Dow Jones Industrial Average.
У 2006 році компанія припинила самостійне виробництво цифрових фотоапаратів — виробництво передано компанії Flextronics (Сингапур).
22 червня 2009 року компанія припинила виробництво своєї знаменитої плівки Kodachrome.
7 грудня 2009 року — оголошено про майбутній продаж всіх активів Eastman Kodak, пов'язаних з бізнесом з виробництва OLED, групі компаній LG. Тим не менш, надалі Kodak матиме доступ до цієї технології і використовуватиме її в своїх продуктах.

### Перший в історії «Кодак»
Джордж Істмен в 1886 році сконструював і запатентував камеру-ящик для стандартної роликової котушки, розрахованої на сорок вісім негативів розміром 4 на 5 дюймів, з фокусуючою оптикою і, як він назвав, «затвором алігатора», який не дуже добре працював. Двома роками пізніше він розробив непогану для того часу любительську камеру та породив слово, яке відтоді стало синонімом слова «камера» — «кодак». Камера «Кодак» була невеликою скринькою (звідси і назва «детективна камера»), трохи більше 6 дюймів у довжину, 3,5 дюйма в ширину і менше 4 дюймів у висоту.
З нею міг працювати кожен, хто, як було написано в інструкції, здатний:
1. направити камеру
2. натиснути на кнопку
3. повернути ключ
4. смикнути шнур

«Кодак» № 1 не був крихітною камерою. У неї був об'єктив, який передавав кругове зображення діаметром у 2,25 дюйма на плівку. На ролику містилося 100 кадрів. Коли весь ролик був повністю експонований, то камера надсилалася поштою назад до Істмен, який повертав камеру зарядженою новими негативами і відправляв сто відбитків, наклеєних на картон (або стільки відбитків, скільки було придатних негативів), отриманих з першого ролика — і все це коштувало 10 доларів.
А при початковій купівлі заряджена камера коштувала 25 доларів.
Гасло Джорджа Істмена — «Ви натискаєте на кнопку — ми робимо все інше» — пояснює появу першого загальнодоступного мистецтва, яке завоювало всесвітню популярність.

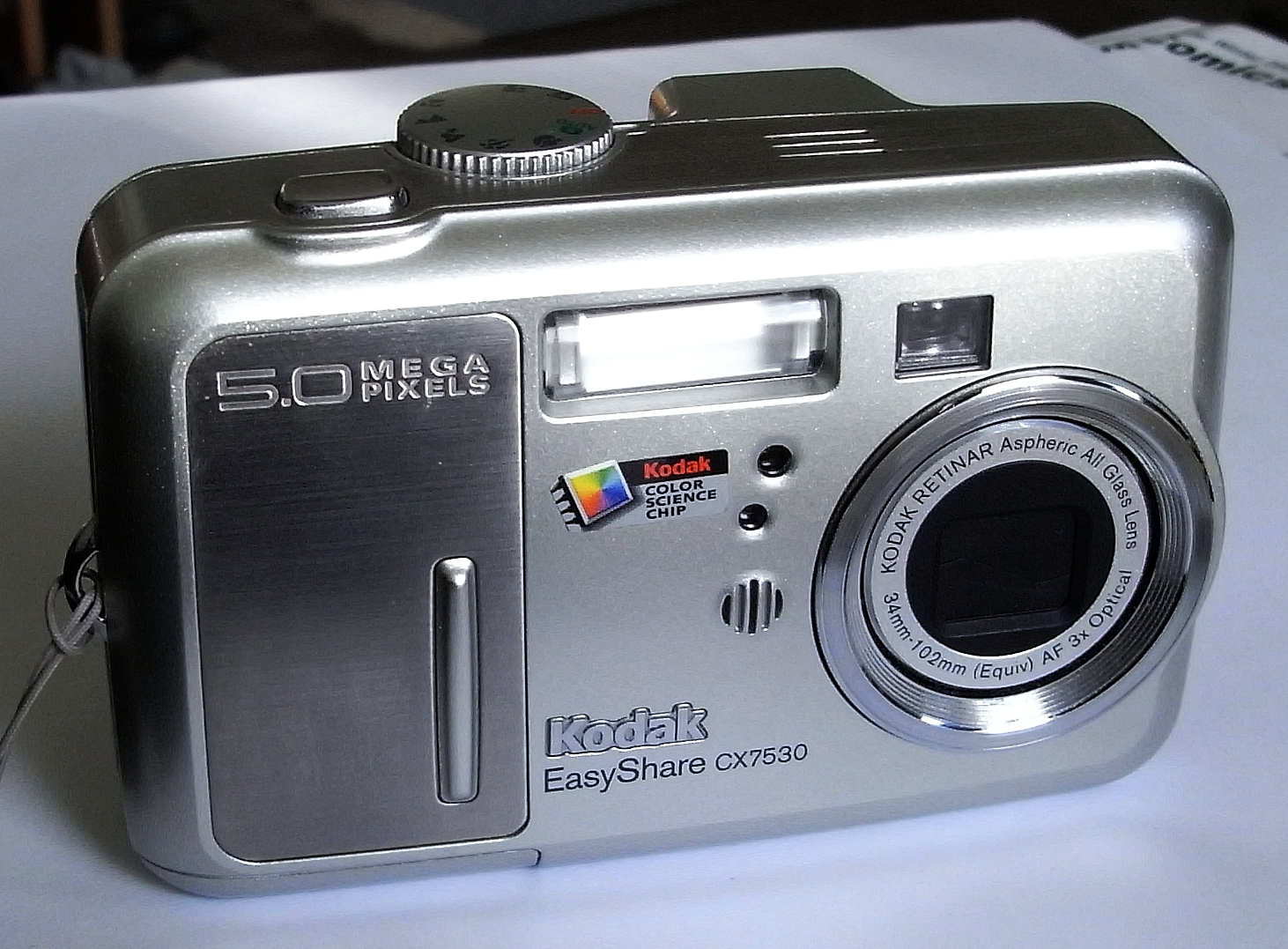
EasyShare CX7530

У січні 2012 року компанія Kodak оголосила про своє банкрутство з боргами на суму близько 7 мільярдів доларів США.
Восени 2013 року компанія виплатила всі борги, виконала плани реструктуризації й оголосила про вихід з процесу банкрутства.
2016 року компанія оголосила про поновлення виготовлення фотоапаратів серій FZ i AZ, камерафону (смартфону) Ektra. У 2017 році було оголошено про випуск нових бюджетних суперзумів.

### Слово Kodak
Джорж Істмен говорив, що назва торгової марки повинне бути: короткою, мати однозначне прочитання, не має ні з чим асоціюватися, крім Kodak.
Імовірно, слово Kodak було запропоновано Девідом Г'юстоном (англ. David Houston). Г'юстон народився в штаті Північна Дакота (скорочено NoDak). Він був другом Істмена, фотографом-любителем, винахідником. Компанія Kodak набувала у Г'юстона патенти на фотоапарати.
Буква К була улюбленою буквою Істмена. Він називав її «сильною, проникливою буквою».

### Поглинання інших компаній

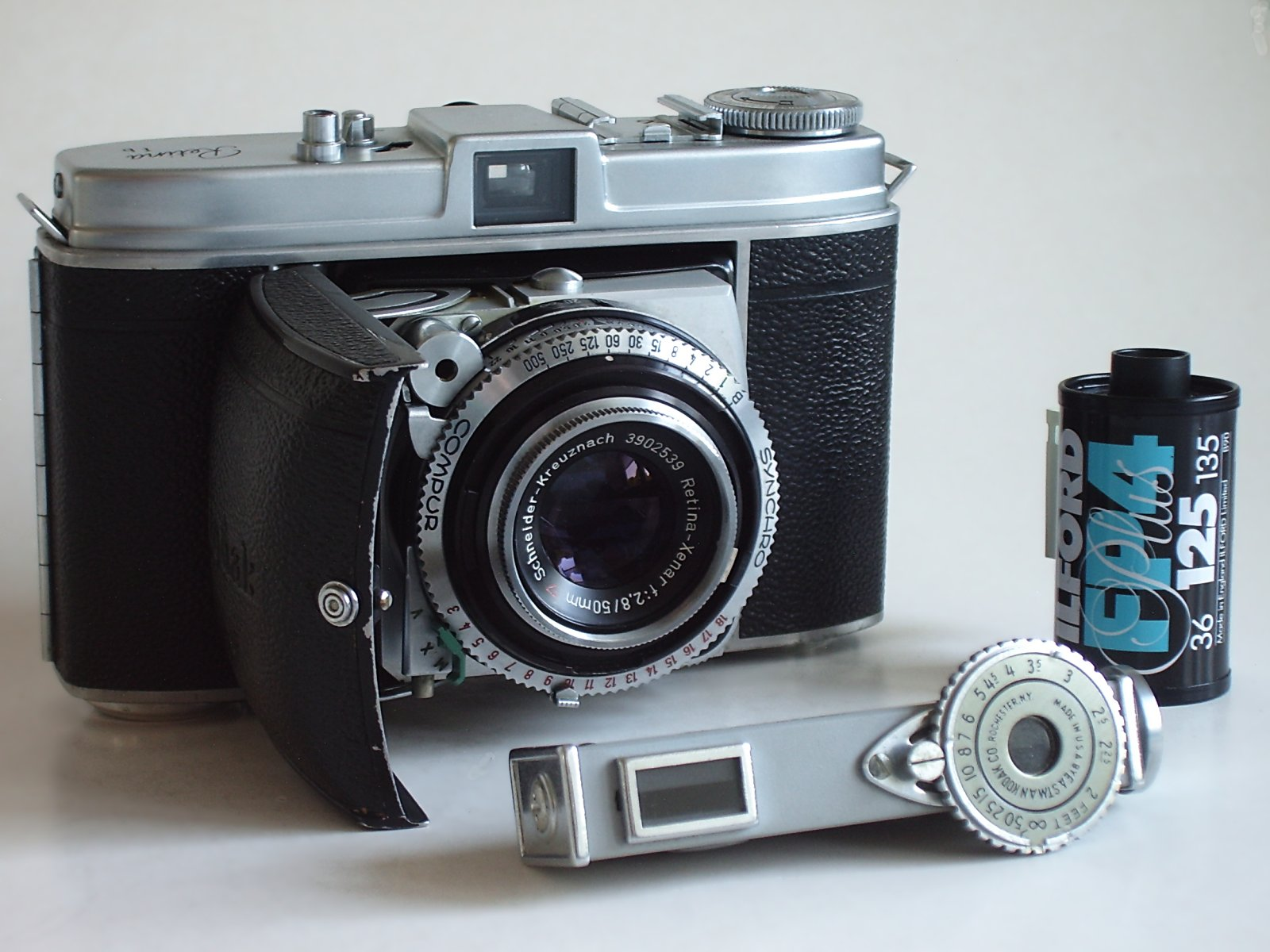
Фотоапарат Kodak Retina 1b. Вироблявся компанією Kodak AG — колишньою Nagel.

Компанія Kodak в різні роки придбала компанії:
- American Camera, Массачусетс. Поглинена Kodak у 1898 році та переведена в Рочестер.
- Boston Camera Manufacturing Company. У 1890 році Boston Camera Co була поглинена компанією Blair Camera Co. У 1899 році Blair Camera була поглинена Kodak.
- Rochester Optical Co. З 1899 року Rochester Camera and Supply Co. — виробник об'єктивів і фотоапаратів. Поглинена Kodak у 1903 році.
- Graflex, США. З 1907 по 1926 роки компанія була підрозділом Eastman Kodak.
- Century Camera Co., Рочестер, США. З 1908 по 1920 роки компанія була підрозділом Eastman Kodak.
- Nagel, Штутгарт, Німеччина. Поглинена Kodak у 1931 році. На основі Nagel була створена Kodak AG.
- Fotografiska AB, Гетеборг, Швеція — шведський дистриб'ютор Kodak. У 1966 році продана Kodak Віктором Гассельбладом.
- ENCAD, Inc., Сан-Дієго, США — виробник широкоформатних струменевих принтерів. Поглинена Kodak 15 листопада 2001 року.
- Ofoto, Inc, Каліфорнія, США — онлайн фотосервіс. Поглинена Kodak у 2001 році.
- Laser-Pacific Media Corporation, Каліфорнія, США — сервіс для кіностудій (виробництво DVD і т. д.).
- Scitex Digital Printing, США — виробник високошвидкісних струменевих принтерів. Поглинена Kodak у 2003 році.
- Applied Science Fiction Technologies, Остін, США — розробник технології сканування фотоплівки Digital ICE. Поглинена Kodak у 2003 році.
- Imaging business of National Semiconductor Corp., Санта-Клара, США — виробник сенсорів для матриць цифрових фотоапаратів. Поглинена Kodak у 2004 році.
- Chinon Industries, Японія. У 2004 році поглинена Kodak Japan.
- Creo Inc., Канада. Поглинена Kodak у 2005 році.

### Важкі часи
Свого часу винайдення фотоплівки й малоформатної фотографії зробило концерн багатим. Однак Kodak проґавив розвиток цифрової фотографії. Хоча у цій сфері він має чимало важливих патентів, Kodak безнадійно відстав від нових конкурентів. Врешті-решт, бурхливий розвиток цифрової фотографії остаточно підірвав основний бізнес Kodak — виробництво фотоплівки. Підприємству, яке має за плечима 130-річну історію, довелося пережити низку вкрай складних років. Починаючи з 2008 року виробництво фотоплівки практично перестало приносити прибутки. За власними даними, 2010 року Kodak забезпечував роботою 18 800 працівників, тоді як 2006 року нараховувалося 40 тисяч 900 робочих місць. Підприємство намагалося радикально переорієнтуватися. Зокрема, була зроблена спроба розвитку в напрямку фармацевтики. Однак така ідея не спрацювала.
Впродовж 2011 року точились палкі дискусії про банкрутство Kodak. Перші конкретні ознаки, що керівництво корпорації піде на такий крок, з'явилися в жовтні. Після довгої боротьби за виживання корпорація Kodak подала заяву на банкрутство 19 січня 2012 року.
Підприємство, однак, продовжує працювати під час процесу банкрутства. Банк Citigroup виділив Kodak майже один мільярд доларів. Для Сполучених Штатів не є якоюсь особливістю, коли підприємства здійснюють санацію, захищаючись банкрутством від вимог кредиторів. У корпорації сподіваються, що під захистом процедури банкрутства їм вдасться успішно перебудувати корпорацію. Як повідомляється, грошей від Citigroup має вистачити й на виплату зарплат. Надалі компанія виплатила усі борги й відмінила декотрі свої зобов'язання, як то премії своїм колишнім працівникам.

## Продукція компанії
Компанія виробляє (виробляла):

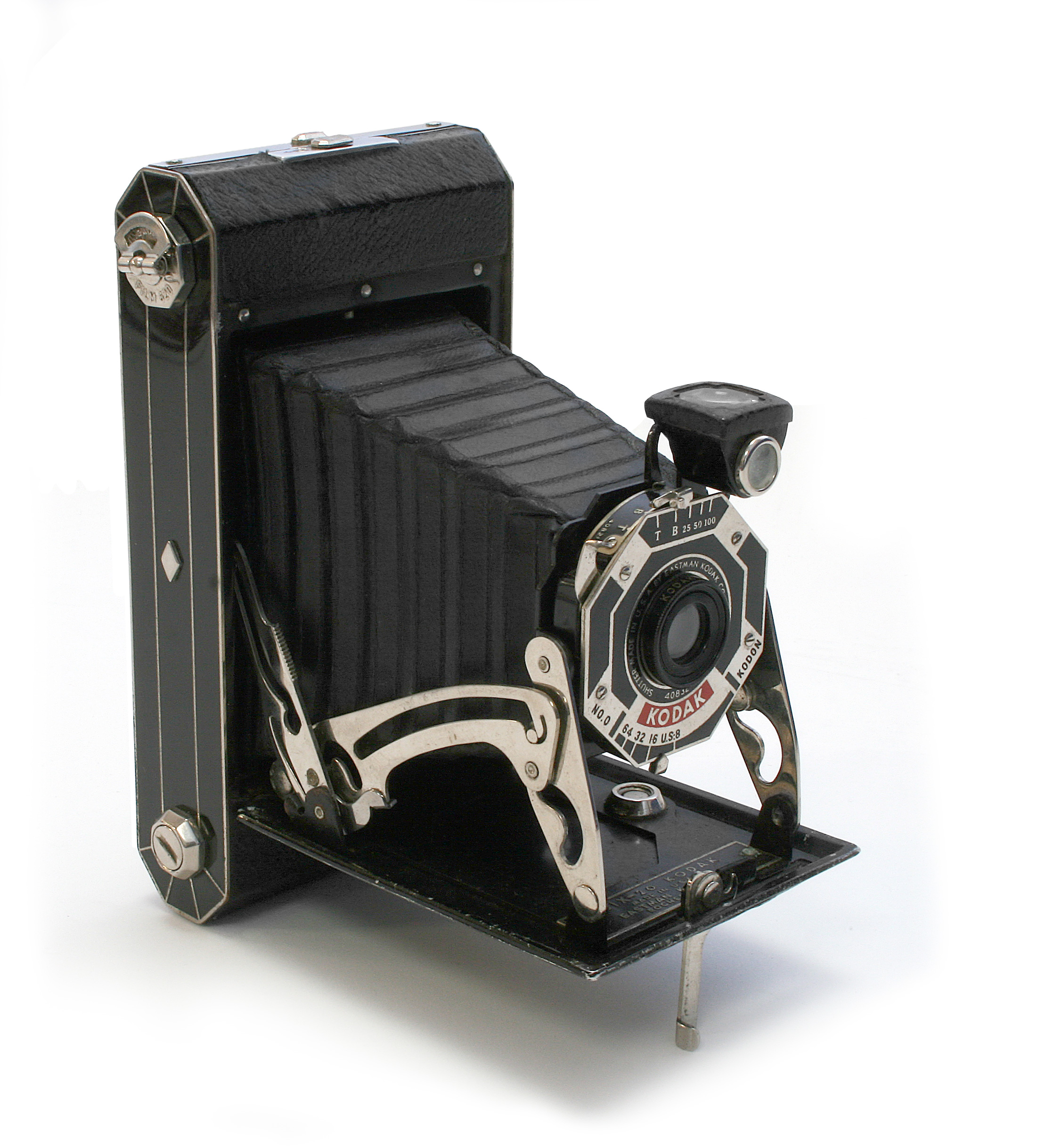
Kodak Six-20, 1930-ті роки. Плівка типу 620.

- Фото і кіноплівку. Для любителів та професіоналів.
- Фотопапір. У 2005 році компанія оголосила про припинення виробництва чорно-білого фотопаперу[9].
- Плівкові фотоапарати. У 2004 році компанія припинила маркетинг плівкових фотоапаратів у США, Канаді та Західній Європі. У кінці 2005 року було припинено виробництво фотоапаратів APS. У 2005 — 2006 роках ліцензія на виробництво плівкових фотоапаратів була передана компанії Vivitar. З 2007 року ліцензія на виробництво плівкових фотоапаратів не видається. Компанія продовжує випуск плівки різних малопоширених форматів.
- Об'єктиви. До 1914 року компанія Eastman Kodak на свої фотоапарати встановлювала найпростіші меніскові лінзи, або об'єктиви сторонніх виробників, наприклад Rapid Rectilinear компанії Bausch & Lomb. Eastman Kodak випускав об'єктиви не тільки для фотоапаратів, а й для проекторів, збільшувачів, слайд проекторів і т. д.
- Цифрові фоторамки виробляються з кінця 2000 року.
- Фотоапарати для миттєвої фотографії. Kodak був єдиним виробником фотоплівки для фотоапаратів Polaroid з 1963 по 1969 рік. Патентну суперечку між Polaroid і Kodak завершився 9 січня 1986 року.
- Цифрові фотоапарати. Багато ранніх цифрових фотоапаратів для Kodak розробляла і виробляла японська компанія Chinon Industries.
- Матриці для цифрових фотоапаратів.
- Кіно і ТБ-шоу.
- Настільні струменеві принтери та картриджі для принтерів. У 1999 році створено спільне підприємство з компанією Lexmark.
- Промислові системи струменевого і електрографічного друку.
- Пристрої CTP та витратні матеріали для них
- Сканери

## Екологія
Eastman Kodak вважається одним з найбільших забруднювачів довкілля в США.
У 2008 році Kodak в штаті Нью-Йорк займав перше місце серед корпорацій за обсягами викидів в атмосферу і воду.